# Puchar Ligi Greckiej w piłce siatkowej mężczyzn
Puchar Ligi Greckiej w piłce siatkowej mężczyzn (gr. Λιγκ Καπ Ελλάδας πετοσφαίρισης ανδρών) – cykliczne krajowe rozgrywki w piłce siatkowej, organizowane corocznie od sezonu 2011/2012 przez Enosi Somation Amiwomenon Petosferiston (ESAP) dla greckich męskich klubów grających w najwyższej klasie rozgrywkowej – Volley League.
Pierwszym zdobywcą Pucharu Ligi Greckiej został AO Foinikas Syros. Jak dotychczas najwięcej pucharów zdobył Olympiakos SFP (7).
Rozgrywki poświęcone są pamięci greckiego siatkarza Nikosa Samarasa.

## Triumfatorzy
| Sezon | Sezon     | Miejsce finału               | 1. miejsce        | 2. miejsce                   | Wynik finału                                                                                     |
| ----- | --------- | ---------------------------- | ----------------- | ---------------------------- | ------------------------------------------------------------------------------------------------ |
| 1.    | 2011/2012 | Ermupoli                     | AO Foinikas Syros | MGS Apollon Kalamaria        | 3:0 (25:19, 26:24, 25:19)                                                                        |
| 2.    | 2012/2013 | Vrachati                     | Olympiakos SFP    | AO Kifisias                  | 3:0 (25:21, 25:23, 25:17)                                                                        |
| 3.    | 2013/2014 | Aleksandropolis              | AEK               | AO Foinikas Syros            | 3:2 (25:27, 25:19, 22:25, 25:20, 15:12)                                                          |
| 4.    | 2014/2015 | Glifada                      | Olympiakos SFP    | MGS Ethnikos Aleksandropolis | 3:1 (22:25, 25:16, 25:21, 25:15)                                                                 |
| 5.    | 2015/2016 | Ermupoli                     | Olympiakos SFP    | PAOK                         | 3:2 (20:25, 20:25, 25:17, 25:20, 17:15)                                                          |
| 6.    | 2016/2017 | Ajos Joanis Rendis           | Olympiakos SFP    | PAOK                         | 3:0 (25:23, 25:16, 25:21)                                                                        |
| 7.    | 2017/2018 | Ermupoli                     | Olympiakos SFP    | MGS Ethnikos Aleksandropolis | 3:0 (25:15, 25:15, 25:13)                                                                        |
| 8.    | 2018/2019 | Ermupoli Ajos Joanis Rendis  | Olympiakos SFP    | AO Foinikas Syros            | 3:1 (22:25, 25:20, 26:24, 25:18) 3:1 (19:25, 25:22, 25:23, 25:21)                                |
| 9.    | 2019/2020 | Ajos Joanis Rendis Amarusion | Panathinaikos AO  | Olympiakos SFP               | 3:2 (21:25, 21:25, 25:23, 26:24, 15:10) 2:3 (25:17, 28:26, 16:25, 19:25, 10:15) złoty set: 15:13 |
| 10.   | 2020/2021 | Weria                        | AO Foinikas Syros | APS Filipos Weria            | 3:1 (25:15, 25:21, 22:25, 25:20)                                                                 |
| 11.   | 2021/2022 | Pilea Ateny                  | Panathinaikos AO  | PAOK                         | 2:3 (26:28, 20:25, 25:22, 25:22, 9:15) 3:0 (25:19, 27:25, 25:23)                                 |
| 12.   | 2022/2023 | Ajos Joanis Rendis Ateny     | Panathinaikos AO  | Olympiakos SFP               | 3:2 (25:17, 19:25, 21:25, 25:15, 15:10) 3:2 (22:25, 25:17, 17:25, 25:23, 15:12)                  |
| 13.   | 2023/2024 | Pilea Ateny                  | Panathinaikos AO  | PAOK                         | 3:0 (25:23, 25:21, 25:21) 2:3 (29:27, 25:23, 24:26, 19:25, 11:15)                                |
| 14.   | 2024/2025 | Kostakii                     | Olympiakos SFP    | PAOK                         | 3:0 (38:36, 25:22, 25:23)                                                                        |

## Bilans klubów
| Klub                        | złoto | srebro |
| --------------------------- | ----- | ------ |
| Olympiakos SFP              | 7     | 2      |
| Panathinaikos AO            | 4     | 0      |
| AO Foinikas Syros           | 2     | 2      |
| AEK                         | 1     | 0      |
| PAOK                        | 0     | 5      |
| MGS Ethnikos Aleksandropoli | 0     | 2      |
| APS Filipos Weria           | 0     | 1      |
| MGS Apollon Kalamaria       | 0     | 1      |
| AO Kifisias                 | 0     | 1      |

## Najlepsi zawodnicy (MVP)
- 2011/2012 –  Stelios Nikiforidis (AO Foinikas Syros)
- 2012/2013 –  Bojan Jordanow (Olympiakos SFP)
- 2013/2014 –  Nikos Kretsis (AEK)
- 2014/2015 –  Jorgos Stefanu (Olympiakos SFP)
- 2015/2016 –  Dimitris Sultanopulos (Olympiakos SFP)
- 2016/2017 –  Konstantin Čupković (Olympiakos SFP)
- 2017/2018 –  Jeroen Rauwerdink (Olympiakos SFP)
- 2018/2019 –  Nikos Zupani (Olympiakos SFP)
- 2019/2020 –  Axel Jacobsen (Panathinaikos AO)
- 2020/2021 –  Žiga Štern (AO Foinikas Syros)
- 2021/2022 –  Atanasis Protopsaltis (Panathinaikos AO)
- 2022/2023 –  Jiří Kovář (Panathinaikos AO)
- 2023/2024 –  Fernando Hernández (Panathinaikos AO)
- 2024/2025 –  Mitar Dzurits (Olympiakos SFP)